# Money for Nothing (album)
Money for Nothing – album zespołu Dire Straits wydany w 1988 roku. Piosenki na płycie są kompilacją utworów z pierwszych pięciu studyjnych albumów Dire Straits.

## Lista utworów
1. "Sultans of Swing" – 5:46
2. "Down to the Waterline" – 4:01
3. "Portobello Belle - Live" – 4:33
  - Utwór pierwotnie przeznaczony był na album Alchemy, jednak później został odrzucony.
4. "Twisting by the Pool (Remix)" – 3:30
  - Oryginalna wersja wydana jako singiel oraz na minialbumie ExtendedancEPlay.
5. "Tunnel of Love" (Intro by Rodgers/Hammerstein) – 8:10
6. "Romeo and Juliet" – 5:56
7. "Where Do You Think You're Going" – 3:30
  - Nieco dłuższa, oryginalna wersja znajduje się na albumie Communiqué.
8. "Walk of Life" – 4:08
9. "Private Investigations" – 5:51
  - Dłuższa, oryginalna wersja znajduje się na albumie Love Over Gold.
10. "Telegraph Road – Live (Remix)" – 11:58
  - Dłuższa, oryginalna wersja znajduje się na albumie Love Over Gold.
11. "Money for Nothing" (Mark Knopfler, Sting) – 4:06
12. "Brothers in Arms" – 4:49
  - Dłuższe, oryginalne wersje utworów 11-12 znajdują się na albumie Brothers in Arms.